# In the Shadows (album Mercyful Fate)
In the Shadows – trzeci album studyjny duńskiej grupy heavymetalowej Mercyful Fate. Został wydany 22 czerwca 1993 roku i jest pierwszym wydawnictwem grupy pod szyldem Metal Blade Records.

## Lista utworów
1. „Egypt” – 4:53
2. „The Bell Witch” – 4:35
3. „The Old Oak” – 8:55
4. „Shadows” – 4:42
5. „A Gruesome Time” – 4:32
6. „Thirteen Invitations” – 5:17
7. „Room of the Golden Air” – 3:07
8. „Legend of the Headless Rider” – 7:43
9. „Is That You, Melissa?” – 4:41
10. „Return of the Vampire...1993” – 5:09

- Reedycja z 1997 roku zawiera dodatkowo utwór Egypt (Live) z EP The Bell Witch.

## Twórcy
- King Diamond – śpiew
- Hank Shermann – gitara
- Michael Denner – gitara
- Timi Hansen – gitara basowa
- Snowy Shaw – perkusja

- Snowy Shaw jest wymieniony w czołówce, jednak faktycznie partie perkusji zostały nagrane przez Mortena Nielsena.
- W utworze Return of the Vampire...1993 na perkusji gra Lars Ulrich.

## Pozycje na listach
| Lista                     | Kraj              | Pozycja |
| ------------------------- | ----------------- | ------- |
| Billboard Top Heatseekers | Stany Zjednoczone | 16      |